# Piccolo museo del diario
Il Piccolo museo del diario si trova al primo piano di Palazzo Pretorio, in Piazza Plinio Pellegrini 1 a Pieve Santo Stefano, in provincia di Arezzo. 

## Storia
Inaugurato nel dicembre del 2013, il Piccolo museo del diario è stato fondato per dare spazio alle migliaia di testi autobiografici, diari, epistolari e scritture private conservate nel vicino Archivio Diaristico Nazionale. Oltre 10.000 memorie degli italiani che sono state rese fruibili ai visitatori attraverso l'utilizzo di strumenti multimediali. 
Il Piccolo museo del diario ha ricevuto a Milano nel novembre del 2015 il Premio Aiap per design e innovazione.
Nell'estate 2016 è stato dichiarato dalla Regione Toscana Museo di rilevanza regionale. L’8 agosto 2023 la Regione Toscana ha confermato il riconoscimento con conseguente accreditamento nel Sistema Museale Nazionale.
Ha ricevuto in visita ufficiale il Ministro Mibact Dario Franceschini nel luglio del 2015 e il Sottosegretario Ilaria Borletti Buitoni nell'aprile del 2016, oltre a molte personalità del mondo della cultura e delle Istituzioni.
Nel 2017 Walter Veltroni lo ha definito, in un articolo sulla rivista Tempi, "il museo più importante del mondo".

## Il museo

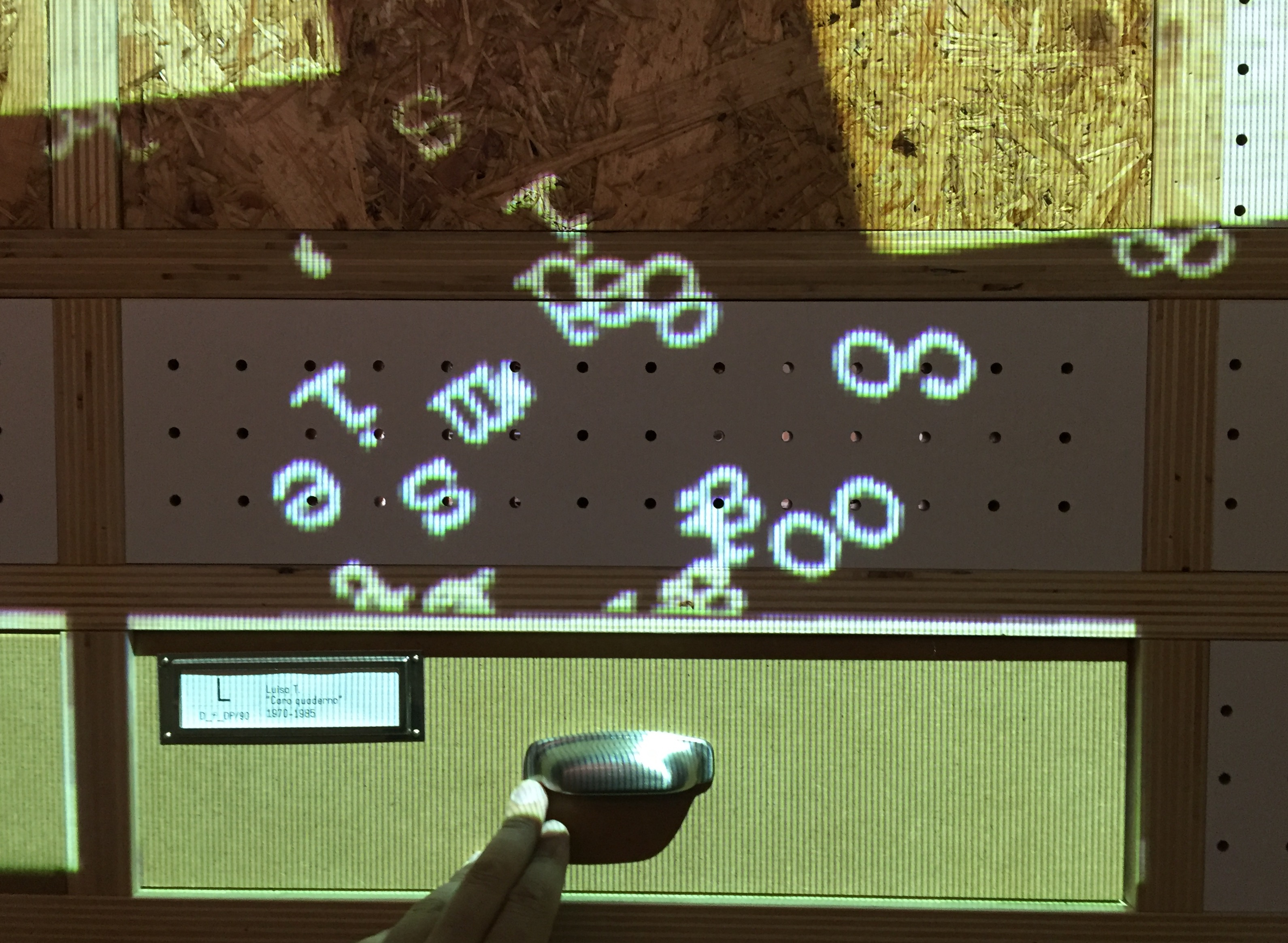
I cassetti della memoria

Il Piccolo museo del diario illustra l’Archivio Diaristico Nazionale di Pieve Santo Stefano e le testimonianze autobiografiche che esso conserva.
Il percorso contiene scritture di persone comuni che hanno raccontato la storia d’Italia.
Il museo si ispira al fondatore dell'Archivio Diaristico Nazionale Saverio Tutino, cui è dedicato.
La prima stanza contiene una parete di cassetti in legno recanti storie raccontate attraverso dispositivi multimediali. I testi cartacei sono digitalizzati e caricati su un supporto multimediale; questo permette al museo di sostituire i testi esposti con i contenuti e i testi autobiografici conservati in archivio.
La seconda stanza è dedicata a Saverio Tutino, fondatore nel 1984 dell'Archivio Diaristico Nazionale. A lui si deve l'idea di raccogliere in questo museo gli scritti autobiografici delle persone comuni e quella di istituire un premio annuale per il miglior manoscritto giunto a Pieve Santo Stefano ogni anno, il quale ha poi assunto il nome di Premio Pieve Saverio Tutino.
La terza stanza è dedicata a Terra matta, autobiografia di Vincenzo Rabito pubblicata poi da Einaudi, a cura di Luca Ricci e Evelina Santangelo. Dal suo libro è stato tratto il documentario Terramatta - Il Novecento italiano di Vincenzo Rabito analfabeta siciliano diretto da Costanza Quatriglio, oltre a delle versioni teatrali, una rappresentata da Vincenzo Pirrotta ed una da Stefano Panzeri.

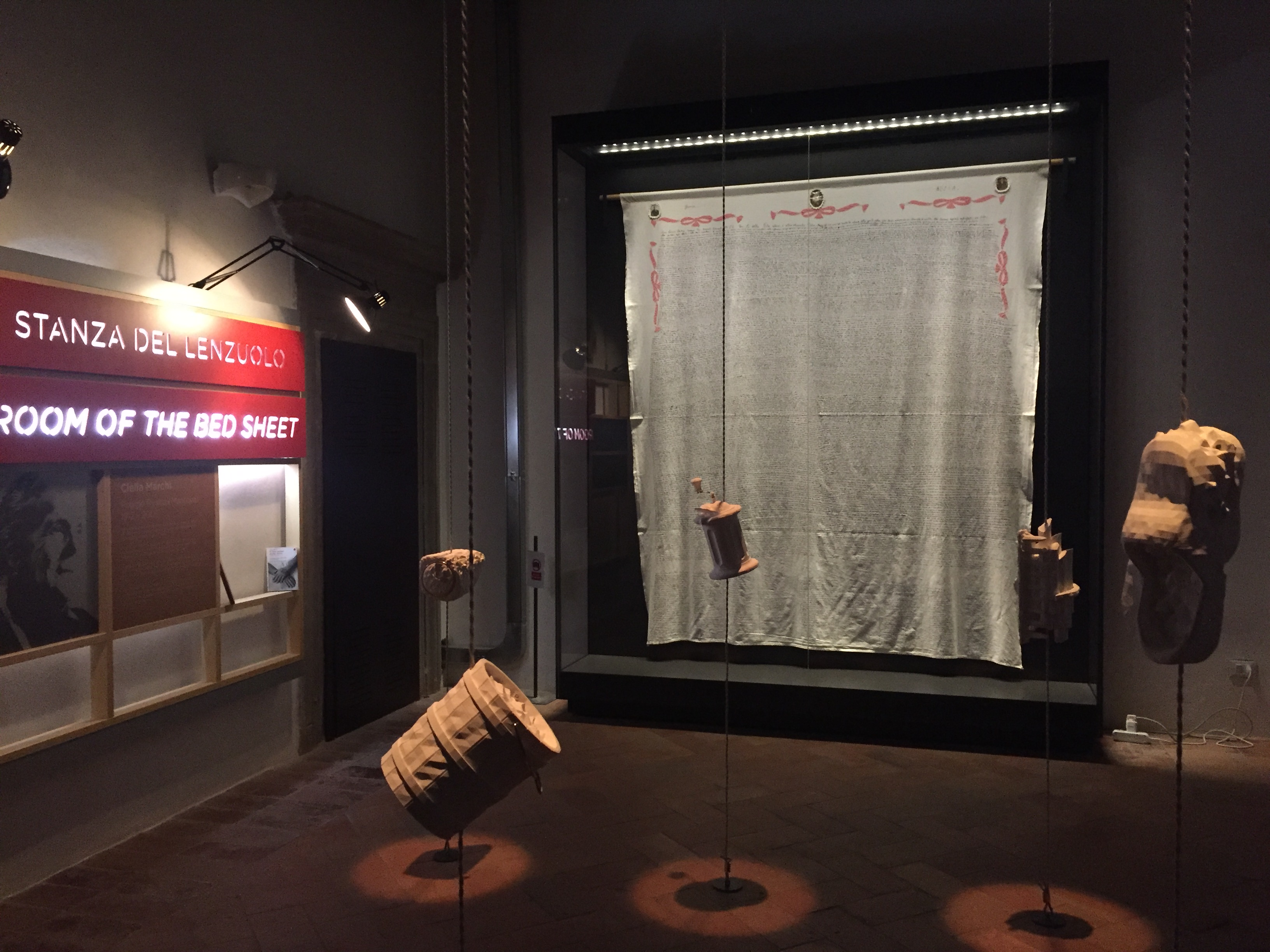
La Stanza di Clelia Marchi e del Lenzuolo

La quarta stanza è dedicata a Clelia Marchi e al suo interno è esposto il lenzuolo su cui scrisse la sua autobiografia, dopo la morte del marito.
A illustrare le testimonianze del museo sono le voci di Marco Baliani, Andrea Biagiotti, Tommaso Bocconi, Matteo Caccia, Grazia Cappelletti, Diego Dalla Casa, Marco Paolini, Mario Perrotta, Paola Roscioli, Maya Sansa

## Il progetto
Il Piccolo museo del diario è stato progettato da dotdotdot, studio multidisciplinare di Milano che al suo interno ha installato e programmato i dispositivi elettronici e le tecnologie necessarie al funzionamento degli elementi audio e video, sensori, microcontroller, luci, proiettori e computer. Il progetto si è ispirato a Il paese dei diari di Mario Perrotta (Terre di mezzo Editore, 2009).